# Tina Thompson
Tina Marie Thompson (Los Angeles, 10 febbraio 1975) è un'ex cestista e allenatrice di pallacanestro statunitense.

## Carriera
L'8 agosto 2010 era diventata la migliore marcatice WNBA di tutti i tempi, superando il precedente primato di Lisa Leslie (6.263 punti), ma venendo a sua volta superata da Diana Taurasi. Nel maggio 2005 ha avuto un figlio da Damon Jones, anche lui cestista. Dal 2018 è fra i membri del Naismith Memorial Basketball Hall of Fame.
Con gli Stati Uniti ha disputato due edizioni dei Giochi olimpici (Atene 2004, Pechino 2008), i Campionati mondiali del 2006 e i Campionati americani del 2007.

## Palmarès

### Squadra
- Campionato WNBA: 4

Houston Comets: 1997, 1998, 1999, 2000
- Campionessa NWBL: 1
Houston Stealth: 2003
- Torneo olimpico: 2
Nazionale statunitense: Atene 2004, Pechino 2008.
- Campionato mondiale: 1
Nazionale statunitense: Brasile 2006.

### Individuale
- 3 volte All-WNBA First Team (1997, 1998, 2004)
- 5 volte All-WNBA Second Team (1999, 2000, 2001, 2002, 2007)
- WNBA All-Star: 9
- NWBL Pro Cup Tournament MVP (2003)
- Miglior marcatrice NWBL (2003)